# Bonne-Fontaine
Cet article possède un paronyme, voir Bonnefontaine.
Bonne-Fontaine (Gutenbrunnen en allemand) est un écart de la commune française de Danne-et-Quatre-Vents, dans le département de la Moselle, entre Phalsbourg et le col de Saverne. Il s'agit d'un lieu de pèlerinage très fréquenté, consacré à la Vierge Marie, fêtée le 8 septembre, jour de la Nativité de la Sainte Vierge.

## Le pèlerinage
Le nom de l'écart provient de la source d'une eau parfaitement pure, contenant du fluor bienfaisant, qui jaillit en cet endroit depuis des temps reculés. Tout près, dans le tronc d'un arbre, se trouvait une statuette de Notre-Dame.
Une chapelle en bois est construite en 1714 par des soldats de la garnison de Phalsbourg. Cette année-là, une épidémie de dysenterie mortelle sévit dans la garnison. Des soldats découvrent dans le creux d'un chêne la statue de la Vierge Marie et tout près de là une source. Ces malades invoquèrent la Vierge, burent de cette eau, s'en trouvèrent mieux et même guéris. La foi de ces hommes et celle de la population de la région établit très vite un lien entre statuette, la source et les guérisons. Le pèlerinage à Notre-Dame de Bonne-Fontaine est né.
Une chapelle en pierre, plus spacieuse, est érigée en  1741 et, à partir de 1751, on y organise le culte de façon régulière. Différents abbés travaillent à l'édification du sanctuaire jusqu'en 1908, date à laquelle Monseigneur Benzler, évêque de Metz, confie l'animation du pèlerinage aux Pères franciscains, qui agrandissent progressivement le lieu de culte.

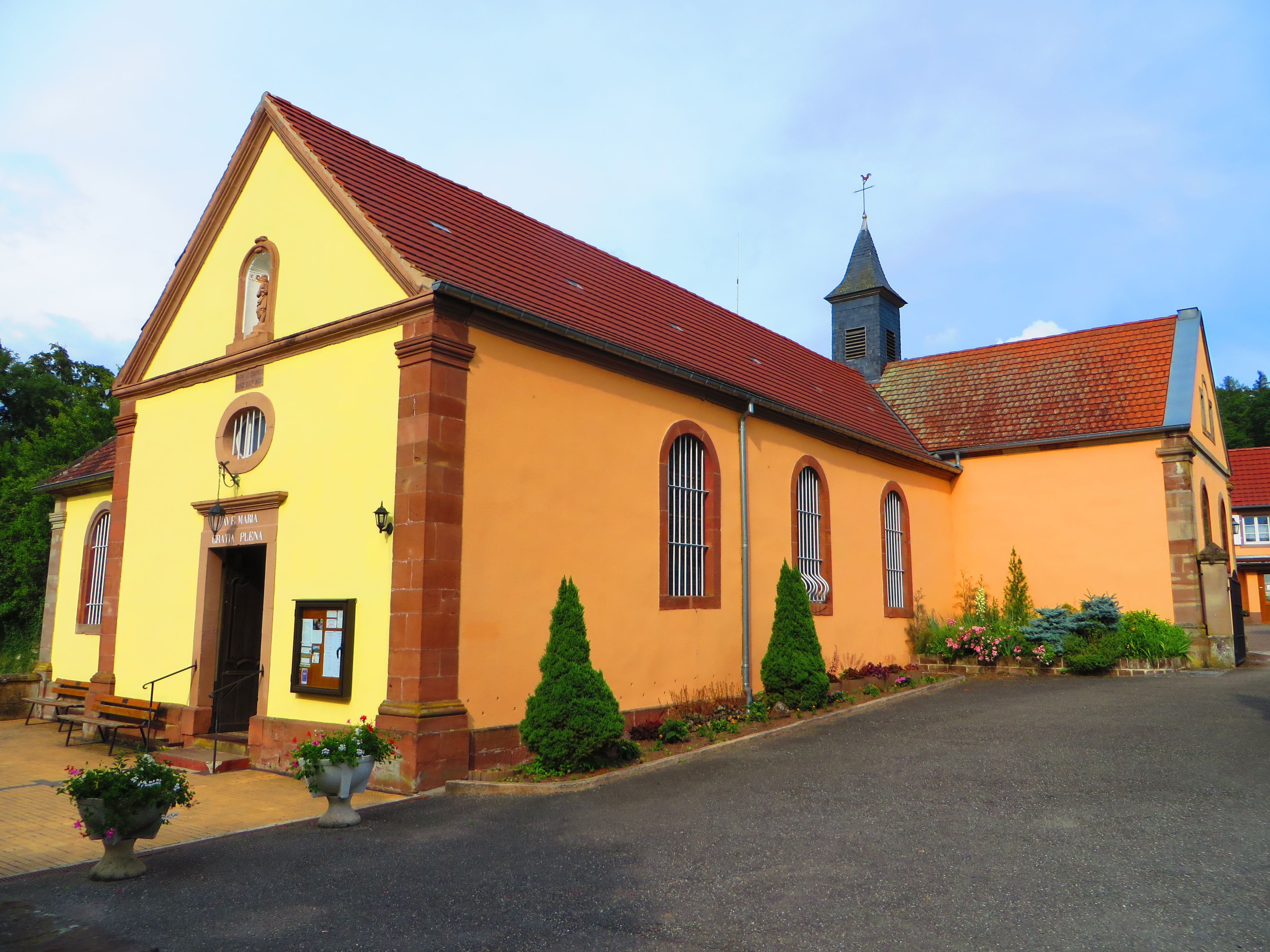
Danne et Quatre Vents Chapelle Notre-Dame-de-Bonne-Fontaine

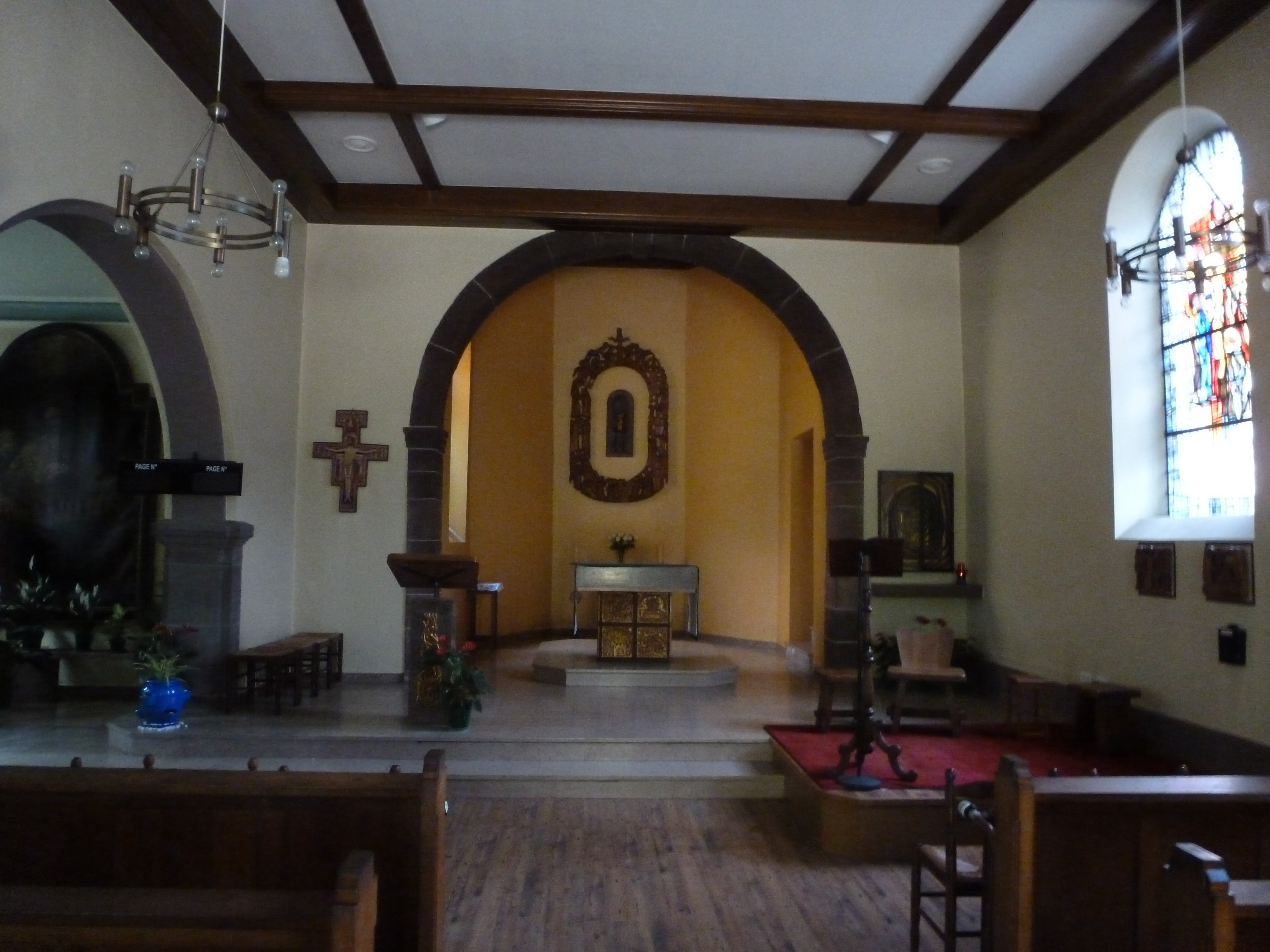
Intérieur de la chapelle du couvent franciscain

## La fontaine
La source d'origine se situe sous l'entrée de la chapelle et en 1979, les abords extérieurs de la fontaine sont renouvelés. L'eau sortant du rocher ruisselle en trois vasques superposées, au pied de l'autel massif de grès rose. Le symbolisme reprend tout son sens : c'est de l'Eucharistie par laquelle le Christ offre son corps et son sang, que l'eau vive jaillit au cœur du monde, en vie éternelle.

Une nouvelle salle de réunion et de récollection est construite en 1996, pour accueillir les groupes.

## Personnalités de l’Église habitant ce lieu
- Jean-Pierre Grallet, archevêque émérite de Strasbourg depuis 2017.